# Ingvarsteine in der Strängnäs domkyrka

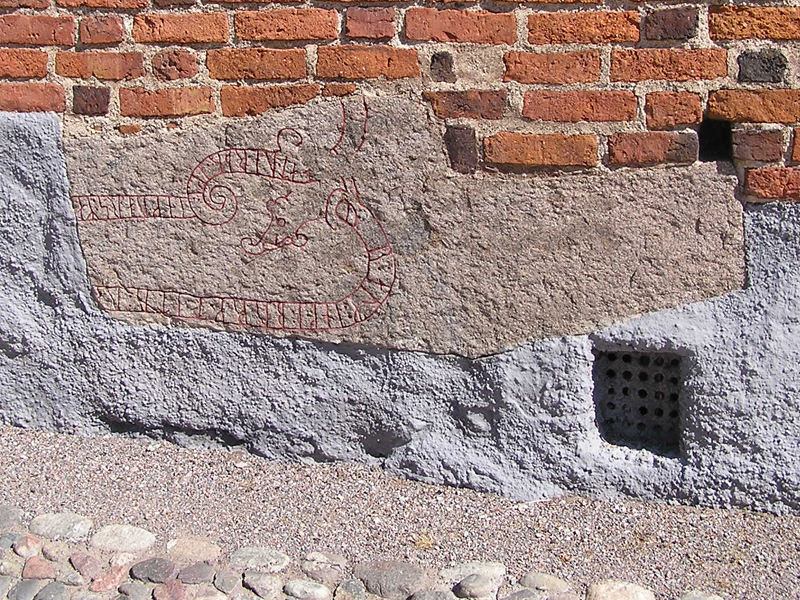
Runenstein Sö 277

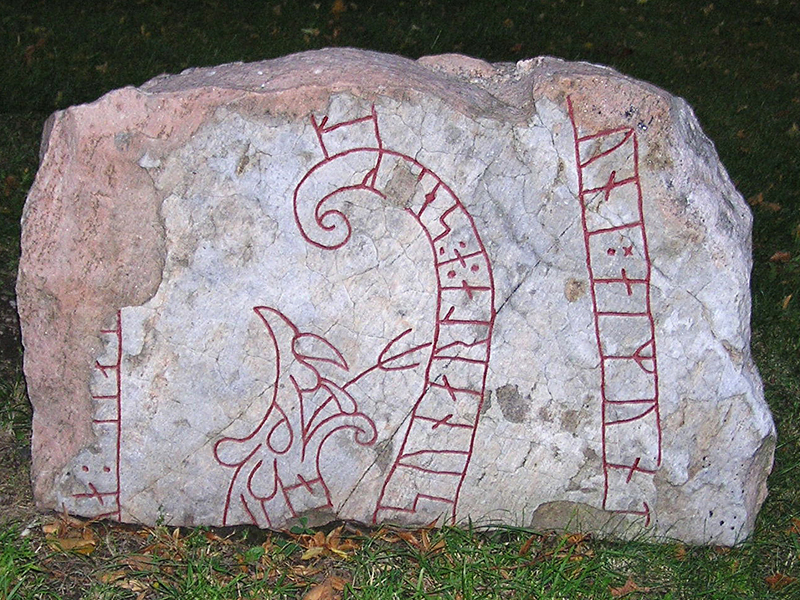
Runenstein Sö 279

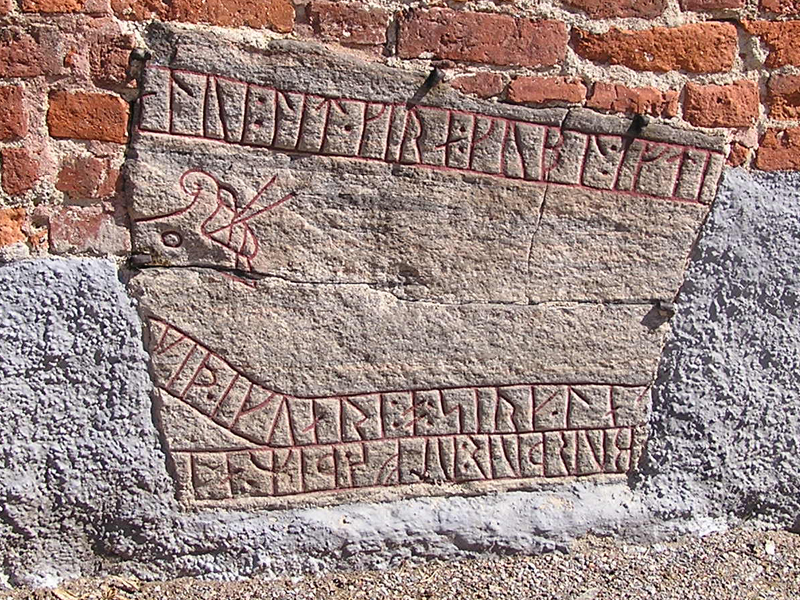
Runenstein Sö 281

Die drei Ingvarsteine in der Strängnäs domkyrka in Södermanland in Schweden sind oder waren in den Mauern des Doms zu Strängnäs eingebaute Fragmente von Runensteinen. Sie tragen die Nr. Sö 277, Sö 279 und Sö 281. Die Ornamentik zeigt, dass wahrscheinlich alle drei Runensteine vom Schnitzer Äskil stammen. Die Textauslegung der Ingvarsteine ist, bedingt durch die fehlenden Teile, uneinheitlich.

## Sö 277
Der Text lautet: "… und Ingeborg ließen diesen Stein errichten zur Erinnerung an … wird nicht unter Ingvars Männern sein." Nach Meinung einiger Forscher soll dieser Stein Ingvars eigener Stein sein, der von seinem Vater und seiner Mutter aufgestellt wurde. Es ist wahrscheinlich der linke untere Teil eines sehr großen und beeindruckenden Runensteins.

## Sö 279
Der Text lautet: "... errichtete diesen Stein … Edmunds Söhne starben in Serkland."

## Sö 281
Der Text lautet: "… ließ dieses Denkmal errichten nach Ulvs broder der fuhr mit Ingvar nach Serkland."

## Weitere Steine in der Domkirche
Es gibt noch vier weitere Steine (Sö 275, Sö 276, Sö 278 und Sö 280) in der Kirche, darunter mit Sö 278 möglicherweise ein weiterer Ingvarstein.